# Aeródromo Fundo Naicura
El Aeródromo Fundo Naicura (OACI: SCNR) es un terminal aéreo ubicado cerca de Rengo, en la Provincia de Cachapoal, Región del Libertador General Bernardo O'Higgins, Chile. Es de propiedad pública.